# MasterChef (programa de televisión peruano)
MasterChef es la versión peruana de la franquicia de gastronomía homónima. Es presentado por Gastón Acurio y su jurado está compuesto por los chefs Astrid Gutsche, Mich Tsumura y Renato Peralta. Se estrenó el 28 de agosto de 2011.

## Historia
En abril de 2011, llegó la noticia de que MasterChef llegaría a Perú y que comenzaría en agosto.
En mayo de 2011, se abrieron los cástines, de los cuales se elegirían a 12 concursantes.
En julio de 2011, se confirmó que Gastón Acurio sería el presentador del programa y que Astrid Gutsche, Mitsuharu "Mich" Tsumura y Renato Peralta serían los jurados.
En agosto comenzó el concurso y terminó el día 11 de diciembre dando como ganador a Jim Daniel Echevarría.

## Formato
Antes del primer desafío, hay una mini prueba de inmunidad. Los ganadores de esa prueba, quedarían inmunes y no podrían ser eliminados.
En el primer desafío, se salvaría la mitad de los participantes y la otra mitad iría al desafío de eliminación
En la prueba de eliminación, habrían uno o dos favoritos y luego llamarían a tres participantes de los cuales uno de ellos sería eliminado.

## MasterChef Perú (2011)

### Concursantes
| Nombre                | Residencia | Edad    | Ocupación                     | Información     |
| --------------------- | ---------- | ------- | ----------------------------- | --------------- |
| Jim Daniel Echevarría | Lima       | 34 años | Asistente Administrativo      | Ganador         |
| Ricardo Laca          | Lima       | 47 años | Consultor Publicitario        | 2.º lugar       |
| Giorgio Colareta      | Lima       | 27 años | Arquitecto                    | 3.er lugar      |
| Michell Aliana        | Lima       | 40 años | Coordinadora de eventos       | 12.ª eliminada  |
| Francisco Basili      | Lima       | 44 años | Consultor de Outdoor Training | 11.º eliminado  |
| Raúl Guerrero         | Lima       | 21 años | Enfermero                     | 10..ª eliminado |
| Carlos Chávez         | Supe       | 55 años | Empresario                    | 9.º eliminado   |
| Juan Villalobs        | Oxapampa   | 37 años | Trabajador independiente      | 8..ª eliminado  |
| Alejandro Pupuche     | Chiclayo   | 23 años | Trabajador independiente      | 7.º eliminado   |
| María Ximena Ferradas | Trujillo   | 40 años | Ama de Casa                   | 6.º eliminada   |
| Remigio Oré           | Lima       | 25 años | Administrador                 | 5..ª eliminado  |
| Felipe Arnaiz         | Lima       | 42 años | Comerciante                   | 4.º eliminado   |
| Amelia Herrera        | Lima       | 42 años | Empleada del hogar            | 3.º eliminada   |
| Soledad Vásquez       | Trujillo   | 42 años | Estilista                     | 2.º eliminada   |
| Denis Moreno          | Lima       | 42 años | Carpintero                    | 1.º eliminado   |

### Tabla estadística
| 1  | Jim          | Exento    | Exento    | Exento    | Exento    | Exento    | Exento    | Exento    | Salvado   | Exento    | Exento    | Exento    | Exento    | Ganador |  |  |  |  |  |  |  |  |  |  |  |  |  |  |  |  |  |  |
| 2  | Ricardo      | Exento    | Exento    | Exento    | Exento    | Exento    | Salvado   | Exento    | Exento    | Salvado   | Exento    | Exento    | Exento    | Segundo |  |  |  |  |  |  |  |  |  |  |  |  |  |  |  |  |  |  |
| 3  | Giorgio      | Exento    | Exento    | Exento    | Exento    | Exento    | Exento    | Exento    | Salvado   | Exento    | Exento    | Exento    | Exento    | Tercero |  |  |  |  |  |  |  |  |  |  |  |  |  |  |  |  |  |  |
| 4  | Mishell      | Exenta    | Exenta    | Exenta    | Exenta    | Exenta    | Exenta    | Exenta    | Exenta    | Exenta    | Exenta    | Salvada   | Eliminada |         |  |  |  |  |  |  |  |  |  |  |  |  |  |  |  |  |  |  |
| 5  | Francisco    | Exento    | Exento    | Exento    | Exento    | Exento    | Exento    | Exento    | Salvado   | Exento    | Salvado   | Eliminado |           |         |  |  |  |  |  |  |  |  |  |  |  |  |  |  |  |  |  |  |
| 6  | Raúl         | Exento    | Exento    | Exento    | Salvado   | Exento    | Exento    | Exento    | Salvado   | Exento    | Eliminado |           |           |         |  |  |  |  |  |  |  |  |  |  |  |  |  |  |  |  |  |  |
| 7  | Carlos       | Exento    | Exento    | Exento    | Exento    | Salvado   | Salvado   | Exento    | Exento    | Eliminado |           |           |           |         |  |  |  |  |  |  |  |  |  |  |  |  |  |  |  |  |  |  |
| 8  | Juan         | Exento    | Salvado   | Exento    | Exento    | Exento    | Salvado   | Salvado   | Eliminado |           |           |           |           |         |  |  |  |  |  |  |  |  |  |  |  |  |  |  |  |  |  |  |
| 9  | Alejandro    | Exento    | Exento    | Exento    | Exento    | Exento    | Salvado   | Eliminado |           |           |           |           |           |         |  |  |  |  |  |  |  |  |  |  |  |  |  |  |  |  |  |  |
| 10 | María Ximena | Exenta    | Exenta    | Salvada   | Exenta    | Exenta    | Eliminada |           |           |           |           |           |           |         |  |  |  |  |  |  |  |  |  |  |  |  |  |  |  |  |  |  |
| 11 | Remigio      | Exento    | Exento    | Exento    | Exento    | Eliminado |           |           |           |           |           |           |           |         |  |  |  |  |  |  |  |  |  |  |  |  |  |  |  |  |  |  |
| 12 | Felipe       | Exento    | Exento    | Exento    | Eliminado |           |           |           |           |           |           |           |           |         |  |  |  |  |  |  |  |  |  |  |  |  |  |  |  |  |  |  |
| 13 | Amelia       | Exenta    | Exento    | Eliminada |           |           |           |           |           |           |           |           |           |         |  |  |  |  |  |  |  |  |  |  |  |  |  |  |  |  |  |  |
| 14 | Soledad      | Salvada   | Eliminada |           |           |           |           |           |           |           |           |           |           |         |  |  |  |  |  |  |  |  |  |  |  |  |  |  |  |  |  |  |
| 15 | Denis        | Eliminado |           |           |           |           |           |           |           |           |           |           |           |         |  |  |  |  |  |  |  |  |  |  |  |  |  |  |  |  |  |  |

     Ganador/a del concurso
     Finalista del concurso
     Inmune tras ganar el desafío de inmunidad
     Exento/a tras ganar el primer desafío
     Favorito/a del desafío de eliminación
     Salvado en el desafío de eliminación
     Concursante en riesgo de eliminación
     Eliminado/a del concurso